# Alfredo Alvar Ezquerra
Alfredo Alvar Ezquerra (Granada, 1960) é um historiador Espanhol, professor de investigação no Conselho Superior de Investigações Científicas (CSIC) e especialista em História Moderna. É catedrático correspondente da Real Academia de História e professor associado da Universidade Complutense de Madrid.

## Biografia
Atualmente é professor de pesquisa no Conselho Superior de Pesquisas Científicas (CSIC), em seu Instituto de História em Madri. Ele também é um acadêmico correspondente da Royal Academy of History. Foi galardoado com a Encomenda de Isabel la Católica (2015) e, entre outras distinções, recebeu o Prémio Villa de Madrid "Ortega y Gasset Ensayo y Humanidades". Ele era professor associado da Universidade Complutense de Madrid. Ele era um membro do Conselho de Real Madrid Sociedade Econômica de Amigos do País, há mais de duas décadas, em que dirigiu os cursos de História e Ciência Popularização da instituição e dirigiu a revista Lujanes Tower. Ele também presidiu o Instituto de Estudos de Madrid durante um mandato.
A maioria de suas pesquisas se concentra na Idade Moderna na Espanha. Em seus primeiros anos dedicou-se ao reinado de Felipe II e os estabelecimentos da Corte em Madri e suas consequências 1561-1606. Mais tarde, ele se interessou pelo arbitrismo, historiografia e estudos biográficos de personagens dos séculos XVI e XVII.
Entre suas influências está a "[teoria estruturante]]" de Anthony Giddens e a abordagem sociológica e econômica da Escola de Annales e Fernand Braudel. Tem sido particularmente preocupados com as inovações metodológicas, por isso fez a pesquisa permanece no univarersidades US (Albany, 1992) ou Canadá (McGill, 2009), por exemplo, além de ter investigado rn os arquivos mais importantes da Áustria, Itália , Flandres, França, Reino Unido, Suíça, etc.

## Obra
Dos seus quase 20 livros destacamos:
- El nacimiento de una capital europea. Madrid entre 1561 y 1606, Prémio Vila de Madrid de Ensaio e Humanidades em 1989, quando o autor contava somente 31 años.
- El César Carlos: de Gante a El Escorial, oferta institucional do Banco Bilbao Vizcaya em 1998, premiado como o Melhor Trabalho Gráfico do Ano e Primeiro Prémio na Categoria de Livros dos Prémios Graphies 99.
- El cartapacio del cortesano errante, oferta institucional do Presidente da Câmara Municipal de Madrid em 2006.
- Os seus dois livros mais vendidos foram Isabel a Catolica. Uma rainha vencedora, uma mulher derrotada (primeira edição em 2002) e Cervantes. Génio e liberdade (primeira edição em 2004); esta biografia de Cervantes foi a primeira realizada por um historiador.
O seu trabalho de coordenação e edição tem sido abrangente, já que inclui duas colecções completas de História e mais de 14 títulos individuais, entre os quais se destacam as Relaciones y Cartas, de Antonio Pérez (editadas com apenas 25 anos); a tradução ao espanhol, por Andrés Laguna (médico privado de Carlos I e Felipe II), da farmacopeia “De matéria médica”, de Dioscórides; e ainda as Relaciones Topográficas de Felipe II, onde foi além da questão ao concluir que o Estado não era meramente um exercício contabilístico com o fim de recolher fundos; mas sim o resultado de um interesse sincero e de uma vontade firme de recompilar informação acerca dos diferentes povos do reino.